# Hendrik Crommelin

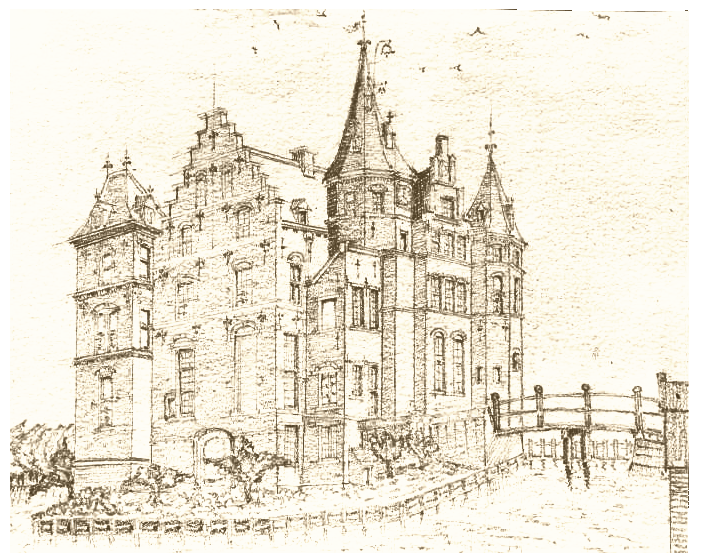
Kasteel de Lathmer in Wilp

Hendrik Crommelin (Wilp, 17 januari 1854 – Montreux-Territet, 21 april 1911) was een Nederlandse burgemeester.
Crommelin was een lid van de patriciaatsfamilie Crommelin en een zoon van Gulian Cornelis Crommelin (1809-1891) en Louise Smissaert (1809-1871). Zijn ouders bewoonden huize De Lathmer op welk huis hij werd geboren. Crommelin trouwde in 1881 met Geertruid Anna Aletta barones van Sytzama (1856-1930), met wie hij een zoon kreeg.
In 1887 werd hij benoemd tot burgemeester van Voorst als opvolger van mr. Jacobus baron van der Feltz (1825-1904), die lid van gedeputeerde staten van Overijssel was geworden. In 1907 zou hij door een zoon van deze laatste worden opgevolgd, namelijk Albertus Constant baron van der Feltz (1871-1952).